# Sihwan Kim

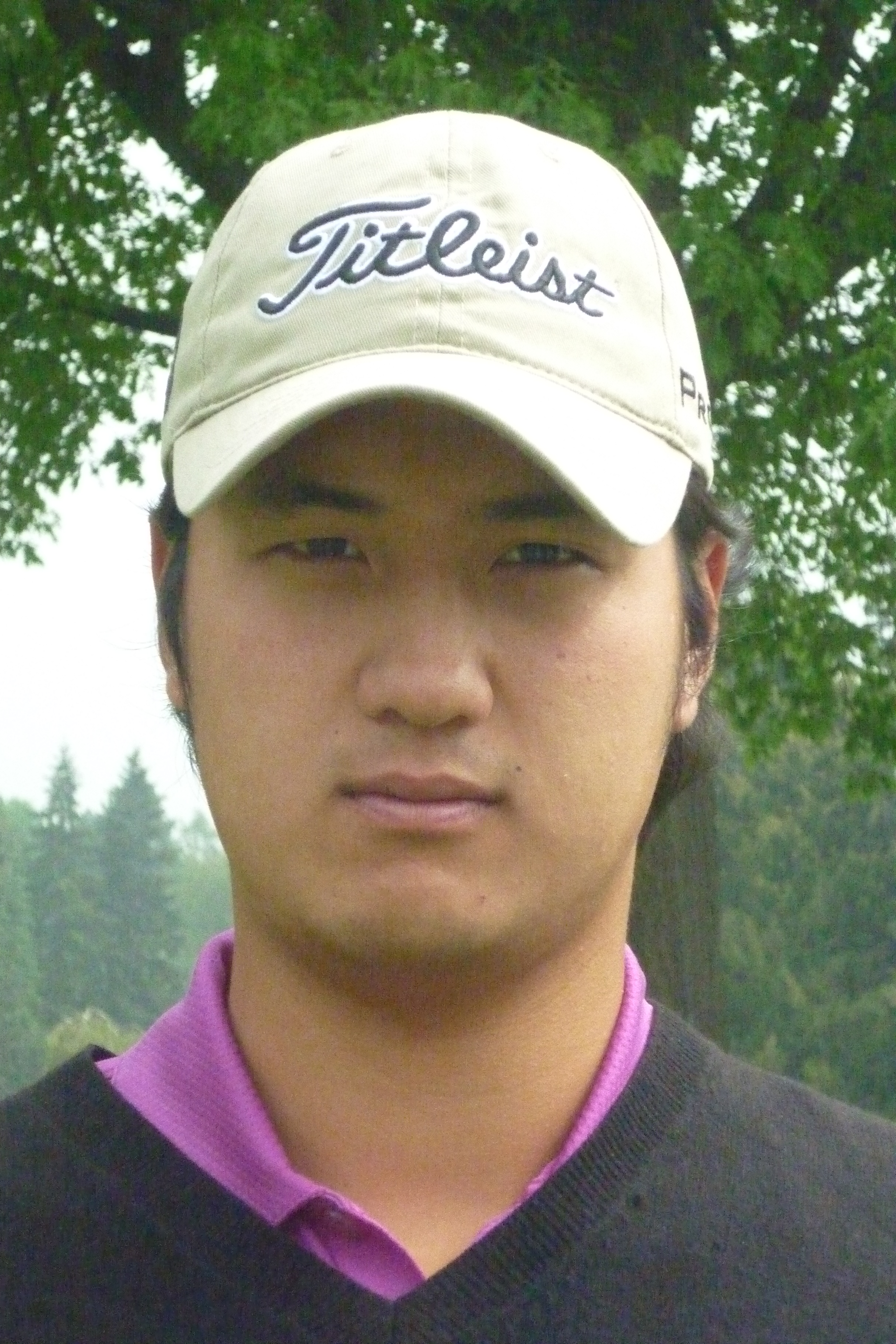
Sihwan Kim, 2012.

Sihwan Kim, koreanska: 김시환, född 4 december 1988 i Seoul i Sydkorea, är en amerikansk professionell golfspelare som spelar för Liv Golf. Han har tidigare spelat bland annat på PGA European Tour, Asian Tour och Challenge Tour.
Kim har vunnit två Asien-vinster. Han deltog vid 2022 års The Open Championship men klarade dock inte kvalgränsen för fortsatt tävlande i tävlingen. Kims bästa resultat i Liv Golf Invitational Series 2022 har varit en delad elfte plats vid Liv Golf Invitational Portland och där han kunde inkassera 374 000 amerikanska dollar i prispengar.
Han har studerat vid Stanford University och spelat golf för deras idrottsförening Stanford Cardinal.